# アピゲトリン
アピゲトリン(Apigetrin)は、たんぽぽコーヒーに含まれる化学物質である。アピゲニンの7-O-グルコシドである。